# UPS Airlines
UPS Airlines ist eine US-amerikanische Frachtfluggesellschaft mit Sitz in Louisville. Sie ist für den Transport der Luftfracht der Muttergesellschaft United Parcel Service zuständig und gehört zu den drei größten Frachtfluggesellschaften der Welt.

## Geschichte

### Erste Jahre
1929 gründete Merchants Parcel Delivery (Vorgängergesellschaft der UPS) die United Air Express. Diese vermittelte den Pakettransport auf regulären Passagier-Linienflügen. So wurden zum Beispiel Ford AT-5 der United Airlines genutzt. Nach acht Monaten stellte das Unternehmen wegen des Börsencrashs Schwarzer Donnerstag und der darauf folgenden Weltwirtschaftskrise den Betrieb ein.
Der Vorläufer der heutigen Luftfracht-Fluggesellschaft UPS Airlines war die im Jahr 1953 eingeführte Firma UPS Blue Label. Diese Paketmarke wurde für Sendungen benutzt, die innerhalb von drei Tagen beim Empfänger ankommen sollten. Es wurden wieder Frachtkapazitäten auf regulären Linienflügen genutzt. Vorwiegend wurden dazu Flugzeuge der Trans World Airlines und der Flying Tiger Line eingesetzt. Zunächst war diese Unternehmenssparte unrentabel; dies änderte sich aber mit der steigenden Nachfrage der Kunden nach schnellen Sendungen.

### Aufnahme des eigenen Flugbetriebs
Im Zuge des Airline Deregulation Act im Jahr 1978 sah UPS Airlines die Chance, einen eigenen Flugbetrieb zu starten. 1983 wurde die Ryan Aviation beauftragt, die UPS-Frachterflotte zu stellen. Mit Boeing 727-200-Frachtern wurde der Flugbetrieb auf dem Flughafen Louisville aufgenommen. Als weiteres Flugzeugmuster wurden Boeing 757-200F genutzt. Der Standort Louisville wurde gewählt, da innerhalb von drei Flugstunden ein Großteil der US-amerikanischen Bevölkerung erreicht werden kann und der Flughafen für wenige Betriebseinschränkungen bekannt ist (so musste der Flughafen bis heute nur einmal 1994 kurzzeitig während eines Schneesturms schließen).
1988 wurde seitens der amerikanischen Luftfahrtaufsichtsbehörde der eigene Flugbetrieb erlaubt. Zu diesem Zeitpunkt waren 41 Länder in Europa und in Asien im Streckennetz der UPS Airlines. Mit der Übernahme der Challenge Air Cargo Ende der 1990er-Jahre kam der südamerikanische Markt hinzu. Mit der Einbindung Russlands ins Streckennetz und Verträgen mit anderen Versandunternehmen zur Lieferung von Paketen in den Nahen Osten und nach Afrika wurde UPS Airlines die größte reine Frachtfluggesellschaft der Welt. Die Flugzeuge waren in dem UPS-typischen Braunfarbton lackiert. Sie waren mit einem Strich über die Fenster auf dem Rumpf bemalt und das Seitenruder trug neben der braunen Grundbemalung auch das damalige Logo. Der Schriftzug UPS befand sich über dem Strich am vorderen Teil des Rumpfes.
Seit 1982 wurde Bulk-Ware transportiert, wie zum Beispiel Maschinen, Früchte und Computerteile. Dieser Geschäftsbereich erlangte mit dem Kauf des Unternehmens Fritiz Corporation seitens der Muttergesellschaft UPS und der Reorganisierung als UPS Supply Chain Solutions an Wichtigkeit. UPS Supply Chain Solutions war für die vollständige Organisation eines Frachttransportes für die Kunden zuständig. Lediglich lebende Tiere wurden nicht transportiert.
Da am Wochenende kein Flugbetrieb war, entschloss sich UPS Airways acht Boeing 727-100 in Boeing 727-100QC (QC = quick changeable) umzubauen. Der Umbau kostete pro Maschine rund 2,5 Millionen Dollar. Dies sind spezielle Flugzeuge, die als Frachter und als Passagiermaschine genutzt werden können. Die Umrüstung dauert drei bis vier Stunden. Somit waren die Maschinen auch am Wochenende in Benutzung und parkten nicht ungenutzt über diese Tage. Die Inseln Bahamas und Puerto Plata in Mexiko waren zu dieser Zeit Flugziele. Die Maschinen besaßen 113 Sitzplätze und hatten drei bis acht Zentimeter mehr Beinfreiheit als andere amerikanische Fluggesellschaften zu dieser Zeit. Die meisten Passagiere buchten die Flüge über Reiseveranstalter. So transportierte UPS Airlines im ersten Jahr 50.000 Passagiere, im darauf folgenden Jahr bereits rund 124.000.
Im Jahr 1997 organisierte die Gewerkschaft International Brotherhood of Teamsters einen Streik der Bodenmitarbeiter. Viele Mitarbeiter arbeiteten 35 Stunden die Woche, hatten aber nur einen Vertrag über eine Teilzeitstelle und erhielten somit keine Gesundheitsversicherung. Die UPS-Pilotengewerkschaft Independent Pilots Association unterstützte den Streik. Somit beschränkte sich der Flugbetrieb während der 15-tägigen Streikphase auf ein Minimum. Die Kunden nutzten andere Paketdienstleister und somit verlor UPS etliche Millionen durch den Streik.

### Entwicklung seit 2000
Wegen der aufkommenden Konkurrenz durch Fluggesellschaften mit Flugzeugen, die über mehr als 200 Sitzplätze verfügten, entschloss sich UPS Airlines 2001, den Passagierflugbetrieb einzustellen und sich wieder ausschließlich auf den Frachttransport zu konzentrieren.
2003 wurde im Zuge der neuen Corporate Identity der Muttergesellschaft auch die Flottenlackierung aktualisiert. Das Braun des Seitenruders verteilt sich nun auch auf dem hinteren Teil des Rumpfes und wird von einer goldenen Umrandung begrenzt. Das Logo am Seitenruder wurde durch das aktuelle ersetzt. Der Schriftzug fehlt nun am Rumpf völlig. Stattdessen ist die Werbebotschaft „Worldwide Services“ und darunter „synchronizing the world of commerce“ an dieser Stelle geklebt worden.
Am 5. Februar 2007 gab United Parcel Service bekannt, dass 27 neue Boeing 767-300ERF bestellt wurden. Diese wurden zwischen 2009 und 2012 ausgeliefert.
Im Jahr 2008 beschäftigt die Fluggesellschaft 20.513 Mitarbeiter. Für das Jahr 2009 wurde die Fluggesellschaft von der Zeitung Air Transport World als „Frachtfluggesellschaft des Jahres“ gewählt.

## Frachtverteilzentren
UPS Airlines betreibt 13 Hauptdrehkreuze auf der ganzen Welt. Mit 959 nationalen und 763 internationalen täglichen Flügen werden 400 nationale und 435 internationale Flüge angeboten. In weiteren kleineren Drehkreuzen werden die Pakete vorsortiert und zu den Hauptstandorten geflogen. Diese Flüge werden meistens von kleinen Subunternehmen durchgeführt. Der Flughafen Louisville im US-amerikanischen Bundesstaat Kentucky ist die Heimatbasis (Worldport) der Frachtfluggesellschaft. Dort können täglich bis zu 8,4 Millionen Pakete bearbeitet werden. Durchschnittlich startet oder landet alle sechs Minuten ein Flugzeug der UPS-Flotte von diesem Flughafen. Das europäische Drehkreuz befindet sich in Deutschland auf dem Flughafen Köln/Bonn, welches über eine Bearbeitungskapazität von 2,64 Millionen Paketen verfügt.
| Drehkreuz    | Belieferungsgebiet                     | Größe des Paketsortierzentrums in m² | Bearbeitungskapazität pro Stunde | Größe des Vorfelds | Parkpositionen auf dem Vorfeld | Tägliche Flüge (durchschnittlich) |
| ------------ | -------------------------------------- | ------------------------------------ | -------------------------------- | ------------------ | ------------------------------ | --------------------------------- |
| Louisville   | Weltweit                               | 483.100                              | 350.000 Pakete                   | 527.000 m²         | 117                            | 230                               |
| Philadelphia | US-amerikanische Ostküste              | 063.300                              | 080.000 Pakete                   | 201.100 m²         | 025                            | 058                               |
| Ontario      | US-amerikanische Westküste             | 047.000                              | 036.000 Pakete                   | 194.250 m²         | 022                            | 045                               |
| Dallas       | Mittlerer Westen der USA               | 030.000                              | 046.000 Pakete                   | 072.850 m²         | 017                            | 045                               |
| Rockford     | USA                                    | 054.400                              | 121.000 Pakete                   | 202.350 m²         | 040                            | 040                               |
| Columbia     | Südosten der USA                       | 026.100                              | 041.000 Pakete                   | 044.500 m²         | 014                            | 040                               |
| Hartford     | Nordosten der USA                      | 021.100                              | 020.000 Pakete                   | 014.150 m²         | 04                             | 06                                |
| Miami        | Süden der USA, Süd- und Zentralamerika | 03.400                               | 06.500 Pakete                    | 060.050 m²         | 09                             | 029                               |
| Hamilton     | Kanada                                 | 02.900                               | 06.000 Pakete                    | 019.800 m²         | —                              | 024                               |
| Köln/Bonn    | Weltweit                               | 030.000                              | 190.000 Pakete                   | 075.700 m²         | 064                            | 076                               |
| Pampanga     | Asien                                  | 05.900                               | 07.500 Pakete                    | —                  | —                              | 017                               |
| Hong Kong    | Asien                                  | 04.100                               | 04.800 Pakete                    | —                  | —                              | 08                                |
| Shanghai     | China                                  | 092.900                              | 017.000 Pakete                   | —                  | —                              | 014                               |

## Flotte

### Aktuelle Flotte
Mit Stand Juli 2024 besteht die Frachtflotte der UPS Airlines aus 292 Flugzeugen mit einem Durchschnittsalter von 21,6 Jahren:
| Flugzeugtyp              | Anzahl | bestellt | maximale Nutzlast | Anmerkungen                                       | Bild                     | Durchschnittsalter |
| ------------------------ | ------ | -------- | ----------------- | ------------------------------------------------- | ------------------------ | ------------------ |
| Airbus A300-600F         | 052    |          | 49-54t            | sieben inaktiv                                    | Airbus A300-600F         | 21,6 Jahre         |
| Boeing 747-400F          | 013    |          | 117t              | eine inaktiv; erste Auslieferung am 28. Juni 2007 | Boeing 747-400F          | 23,7 Jahre         |
| Boeing 747-8F            | 030    |          | 134t              | zwei inaktiv                                      | Boeing 747-8F            | 5,0 Jahre          |
| Boeing 757-200PF         | 075    |          | 40t               | zwei inaktiv                                      | Boeing 757-200PF         | 30,9 Jahre         |
| Boeing 767-300ERF        | 091    | 8        | 58t               | eine inaktiv                                      | Boeing 767-300ERF        | 16,4 Jahre         |
| McDonnell Douglas MD-11F | 031    |          | 94t               | vier inaktiv                                      | McDonnell Douglas MD-11F | 29,9 Jahre         |
| Gesamt                   | 292    | 8        |                   |                                                   |                          | 21,6 Jahre         |

Weitere Flugzeuge werden von Subunternehmen nach Bedarf geleast (besonders während der Weihnachtssaison in den Monaten November und Dezember). Nach Angaben der Fluggesellschaft erfüllen alle Flugzeuge strenge Lärmschutzrichtlinien, sowohl die Zubringerflugzeuge als auch die Interkontinentalflugzeuge.

### Ehemalige Flugzeugtypen
In der Vergangenheit setzte UPS Airlines bereits folgende Flugzeugtypen ein:
- Boeing 747-100SF/-200SF
- Douglas DC-8F

## Zwischenfälle
- Am 8. Februar 2006 brannte die Douglas DC-8 mit dem Luftfahrzeugkennzeichen N748UP am Philadelphia International Airport aus, nachdem ein Feuer im Frachtraum ausgebrochen war. Die Ursache des Feuers konnte nicht abschließend geklärt werden; möglicherweise spielten transportierte Lithium-Ionen-Akkus eine Rolle.[6][7]

- Am 3. September 2010 stürzte eine Boeing 747-400F mit dem Kennzeichen N571UP auf dem UPS-Airlines-Flug 6 50 Minuten nach dem Start bei der Rückkehr zum Flughafen Dubai nur wenige Kilometer davon entfernt ab, nachdem ein Feuer im Frachtraum ausgebrochen war. Auch dieses Flugzeug war unter anderem mit Lithium-Ionen-Akkus beladen. Beide Piloten starben bei dem Unfall.[8][9]

- Am 29. Oktober 2010 nahm ein UPS-Flugzeug auf dem Flug UPS17 aus Hongkong kommend bei einem Zwischenstopp in Dubai Fracht aus dem Nahen Osten und Pakete aus dem Jemen auf.[10] Behörden aus den vereinigten Arabischen Emiraten, Großbritannien und den USA bestätigten, dass es sich dabei um Bomben handelte, die bei der Abfertigung unentdeckt blieben.[11] Die Bombe kam um 22:56 Uhr in Köln-Bonn an, wurde von UPS umgeladen und nach Großbritannien weiter transportiert. Sie konnte erst auf dem britischen Flughafen in Nottingham aus dem Verkehr gezogen werden.[12]

- Am 14. August 2013 wurde ein Airbus A300-600F (N155UP) auf dem UPS-Airlines-Flug 1354 während des Landeanflugs auf den Birmingham-Shuttlesworth International Airport (USA) etwa 1000 Meter vor der Landebahn in den Boden geflogen. Bei diesem CFIT (Controlled flight into terrain) wurden beide Piloten getötet.[13]